# Triodontopyga trinitatis
Triodontopyga trinitatis är en tvåvingeart som beskrevs av Thompson 1963. Triodontopyga trinitatis ingår i släktet Triodontopyga och familjen parasitflugor. Inga underarter finns listade i Catalogue of Life.